# Ignacio Bastida Flores
General Ignacio Bastida Flores fue un militar mexicano que participó en la Revolución mexicana. 

## Zapatismo
Nació en Yautepec, Morelos; fue hijo de Jesús Bastida. En 1911 se incorporó al Ejército Libertador del Sur, bajo las órdenes de Amador Salazar. A finales de ese año ya operaba con su propio ejército, formado con hombres de su región. Más tarde formó parte de las fuerzas de la división del General Everardo González.

## Ejército Mexicano
En 1920, durante el gobierno de Adolfo de la Huerta, ingresó al Ejército Nacional. Más tarde pidió su baja y se dedicó a labores agrícolas. Murió asesinado en Yautepec, el 5 de mayo de 1930. En su memoria, el pueblo que fue Santa Catarina Tlayca lleva su nombre.